# Maoulida Darouèche
Maoulida Darouèche (* 7. Februar 1990) ist ein komorischer Leichtathlet, der sich auf den 400-Meter-Hürdenlauf spezialisiert hat und auch Wettbewerbe im Speerwurf bestritten hat. Darouèche nahm an den Olympischen Spielen 2012 und den Olympischen Spielen 2016 teil. Außerdem nahm er an zwei Weltmeisterschaften, einmal an Afrikameisterschaften und einmal an den Spielen der Frankophonie teil.

## Karriere
Darouèches internationales Wettbewerbsdebüt fand beim 400-Meter-Hürdenlauf der Olympischen Spiele 2012 in London statt. Er wurde in den vierten Vorlauf gelost, in dem auch der spätere Bronzemedaillengewinner Javier Culson lief. Darouèche lief die Strecke in 53,49 s und war damit Letzter in seinem Vorlauf und gleichzeitig der langsamste gewertete Läufer in der Vorlaufrunde, in der allerdings drei Läufer disqualifiziert wurden. Darouèche hatte 3,36 Sekunden Rückstand auf den langsamsten Teilnehmer, der sich für die Semifinals qualifizierte und schied aus.
Im Jahr darauf nahm er an den Weltmeisterschaften 2013 in Moskau im 400-Meter-Hürdenlauf teil. Darouèche lief im zweiten Vorlauf und erreichte eine Zeit von 53,28 Sekunden. Seine Zeit war 3,41 Sekunden langsamer als die des Gewinners des zweiten Vorlaufes, Omar Cisneros aus Kuba und die langsamste Zeit aller Teilnehmer im Vorlauf des Wettbewerbs. Im September 2013 lief er bei den Spielen der Frankophonie die 400 Meter Hürden in 53,75 s. Mit dieser Zeit war er um 0,98 Sekunden schneller als der langsamste Teilnehmer am Wettbewerb, der Libanese Ali Hazer.
Darouèches nächster großer Wettbewerb waren die Afrikameisterschaften 2014 in Marrakesch. Hier wurde er beim 400-Meter-Hürdenlauf disqualifiziert, weil er mit dem Fuß die Hürde nicht überquert hat (Regel 168.7(a)). Die Weltmeisterschaften 2015 in Peking waren Darouèches zweite WM-Teilnahme. Mit 53,06 s erreichte er die langsamste Zeit aller Teilnehmer an den Vorläufen im 400-Meter-Lauf. 2016 in Rio de Janeiro nahm Darouèche erneut im olympischen 400-Meter-Hürdenlauf teil. Darouèche startete im zweiten Vorlauf, an dem auch der spätere Bronzemedaillengewinner Yasmani Copello teilnahm. Darouèche benötigte für die Strecke 52,32 s. Darouèches Zeit war die zweitlangsamste der 46 Starter, die die Vorläufe beendeten, und nur Jeffery Gibson von den Bahamas kam später ins Ziel.
In seiner Karriere bestritt Darouèche auch Wettbewerbe im Speerwurf; seine Bestleistung in dieser Disziplin sind 53,97 m, die er im französischen Miramas erzielt hat.